# Reninge
Reninge is een plaats in de Belgische provincie West-Vlaanderen en een deelgemeente van Lo-Reninge. Reninge nam in 1971 de gemeente Noordschote op en fusioneerde in 1977 met het kleine stadje Lo tot fusiegemeente Lo-Reninge, die sinds 1985 de stadstitel draagt.
Door het noorden van de deelgemeente loopt de rivier de IJzer. De Kemmelbeek vormt de oostgrens van Reninge.

## Geschiedenis

### Ancien Regime
Reninge werd voor het eerst vermeld in 887, in een keure van Karel de Kale, waarin bevestigd werd dat het tiendrecht aan de Abdij van Marchiennes toekwam. Ook de wijding van de kerk aan Sint-Rictrudis is een aanwijzing voor de band tussen betrokken abdij en de plaats Reninge. Het Marchiennegoed was een tiendschuur van deze abdij, welke teruggaat tot 1140. In dit jaar zouden de relieken van Rectrudis naar Reninge zijn overgebracht.
De plaatselijke heren droegen aanvankelijk de naam van Reninge, terwijl omstreeks 1200 door huwelijken ook de families van Ieper en van Saint-Omer aantraden. In 1469 werd de heerlijkheid verkocht aan Eleonora van Poitiers, die weduwe was van Willem IV van Stavele. In 1555 werd het leengoed verkocht aan Maximiliaan Vilain. In het kader van de godsdiensttwisten werd, na de herovering door Alexander Farnese, een verdedigingslinie aangelegd om het land te beschermen tegen invallen vanuit het toen Calvinistische Oostende. Het Fort Knokke aan de IJzer maakte daar deel van uit. In 1597 nog werd de kerk van Reninge door de geuzen geplunderd. Bij de Vrede van Aken (1668) kwam Reninge aan Frankrijk, maar met de Vrede van Utrecht (1713) werd het Oostenrijks grondgebied.

### 19e eeuw en 20e eeuw
In de 19e eeuw realiseerde het gemeentebestuur Reninge de volgende projecten: de aanleg van verbindingsweg tussen Oost-Vleteren en Luzerne (1858), de bouw van een gemeenteschool (1868), de bouw van de kapelanij (1876), de aanleg van de verbindingsweg tussen Reninge en Lo (1877), de bouw van een gemeentehuis (1880) en de aanleg van de verbindingsweg tussen Reninge en Noordschote (1897). In 1906 werd de buurtspoorweg Diksmuide-Ieper-Poperinge met haltes in Reninge in gebruik genomen. In 1913 werden de uitbreidings- en herstellingswerken aan de gemeenteschool voltooid.   

### Eerste Wereldoorlog
Tijdens de Eerste Wereldoorlog bleef Reninge onbezet gebied, maar lag op een tweetal kilometer van de frontlijn. Het hoofdkwartier van het Belgische leger werd gevestigd in het klooster van de zusters Annuntiaten. Voorts waren er een aantal verzorgingsposten, onder meer de chirurgische voorpost 't Abelenhof (Zuidschotestraat) en de verbandpost De Trompe, voordien herberg De Smidse (Hoflandstraat). Er volgden vier jaar van aanhoudend oorlogsgeweld met vanaf 29 oktober 1914 herhaaldelijke beschietingen van de Duitse zijde. Op 7 april 1916 werd een evacuatiebevel voor de burgers van het westelijk gedeelte van Reninge afgekondigd. Een tweede evacuatiebevel voor de hele bevolking volgde in juni 1917. De dorpskern en een aantal omliggende hoeves werden in puin geschoten. Van de circa 400 gebouwen worden er na de oorlog ongeveer één vierde totaal onbewoonbaar verklaard. De Sint-Rectrudiskerk ging in vlammen op na de beschieting van 9 maart 1915. De pastorie, het kasteel Vilain en het klooster werden gedeeltelijk vernield.
Op de voormalige militaire begraafplaats langs de Hoflandstraat werd tijdens de Eerste Wereldoorlog in gebruik genomen, doch de definitieve aanleg dateerde pas van 1920. Er bevonden zich 248 Belgisch en 7 Franse soldatengraven uit de Eerste Wereldoorlog. Ook 21 Britse graven van soldaten die tijdens de Tweede Wereldoorlog zijn omgekomen. De Belgische soldaten sneuvelden langs de IJzer en tijdens de gevechten bij de Drie Grachten, Merkem en Lizerne. De Britse graven zijn van militairen die sneuvelden langs de weg Diksmuide-Ieper. Het militair kerkhof van Reninge werd in 1968 opgedoekt en de graven werden overgebracht naar de Belgische militaire begraafplaatsen van Hoogstade en West-Vleteren. De Britse en Canadese soldaten werden overgebracht naar de Britse militaire begraafplaats van Adegem.

## Demografische ontwikkeling
- Bronnen:NIS, Opm:1831 tot en met 1970=volkstellingen; 1976 = inwoneraantal op 31 december
- 1970 & 1976: inclusief Noordschote

## Bezienswaardigheden

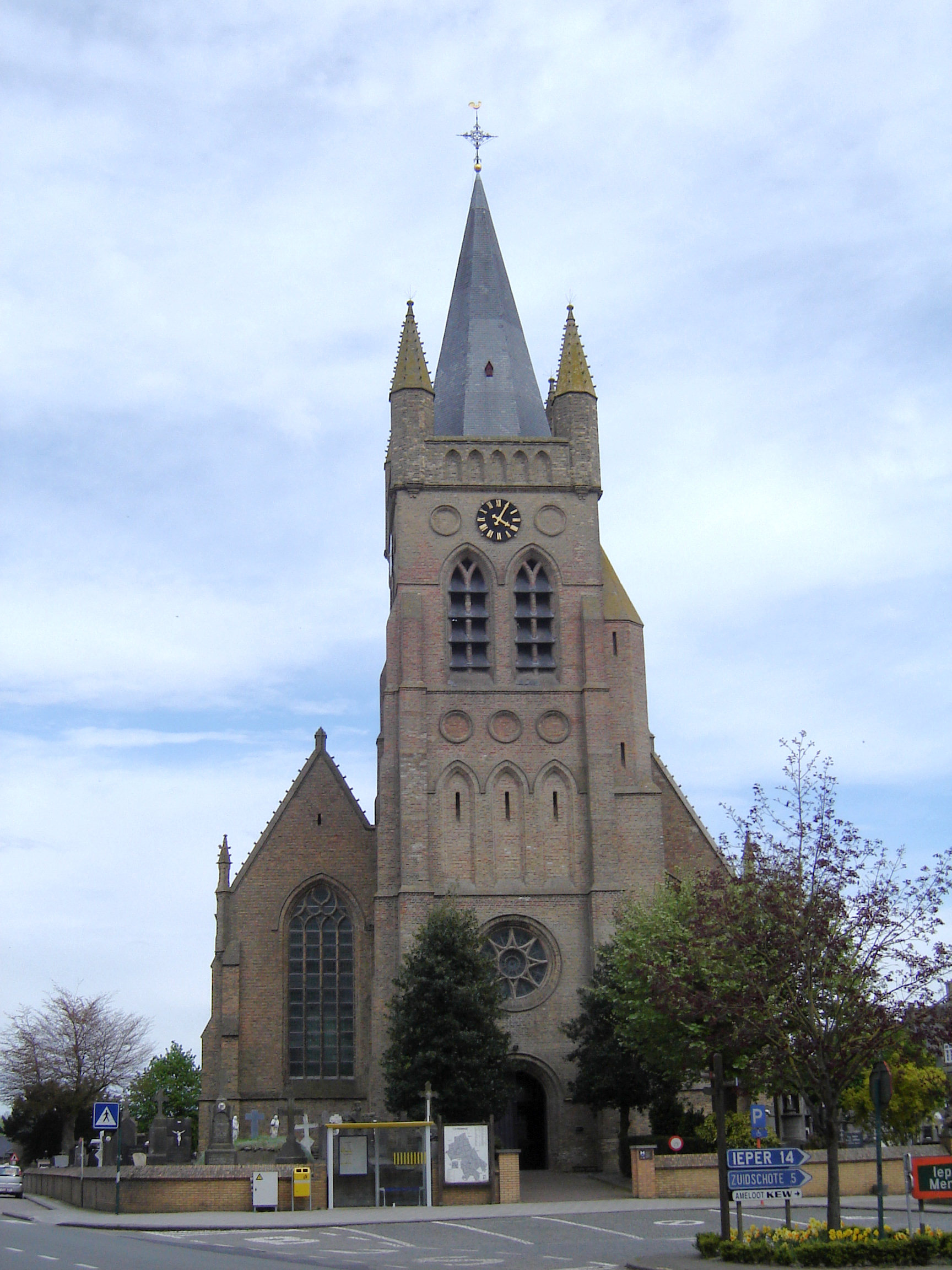
Sint-Rictrudiskerk

- De dorpskom van Reninge is geklasseerd als beschermd dorpsgezicht.
- De parochie en de kerk zijn gewijd aan Sint-Rictrudis. De oorspronkelijke Sint-Rictrudiskerk werd tijdens de Eerste Wereldoorlog vernield. De kerk werd in neogotische stijl heropgebouwd in 1921 en later als monument geklasseerd.
- Kasteel Vilain
- In het noorden van het grondgebied, op de samenvloeiing van de Ieperlee en de IJzer, op de grens met Merkem lag het Fort Knokke, waarvan restanten nog te vinden zijn.
- Het Oldtimermuseum Reninge
- Het monument voor Matthijs De Visch
- Seizoensbrouwerij Vandewalle

## Natuur en landschap
Reninge ligt in het poldergebied op de rand van Zandlemig Vlaanderen, op een hoogte van ongeveer 5 meter. In het noorden loopt de IJzer met de Reningebrug. In het oosten vindt men de Kemmelbeek die ten noorden van de kom uitmondt in de IJzer. Verdere waterlopen zijn Meersbeek en Boezingegracht.

## Politiek
Reninge had een eigen gemeentebestuur en burgemeester tot de fusie van 1977. Burgemeesters waren:
- 1830-1836: Engel-Albert Decoene (0000-1847)
- 1836-1842: Franciscus Lacour (katholiek) (1779-1860)
- 1842-1860: Jacobus Eugenius Vandenberghe (katholiek) (1796-1860)
- 1861-1884: Carolus Tahon (katholiek) (1804-1885)
- 1885-1897: Engel Albertus Haghebaert (katholiek) (1818-1897)
- 1897-1924: Amandus Ludovicus Sticker (katholiek) (1843-1924)
- 1925-1941: Victor Pieters (katholiek) (1875-1957)
- 1942-1945: Antoon Mahieu (1898-1964)
- 1946-1954: Victor Pieters (CVP) (1875-1957)
- 1955-1958: Jean Pieters (CVP) (1914-1993)
- 1959-1970: Jerome Simoen (CVP) (1888-1972)
- 1971-1976: Roger Simoen (CVP) (1923-1995)

De laatste burgemeester, Roger Simoen, werd na de fusie burgemeester van Lo-Reninge tot en met 1994. 

## Parochiepriesters
De parochie Sint-Rictrudis Reninge behoorde vanaf het midden van de 14e eeuw tot de dekenij Diksmuide. Vanaf 1802 tot 1989 tot de dekenij Poperinge en vanaf 1990 is deze opnieuw een parochie van de dekenij Diksmuide.  
- 1803-1830: Franciscus Claerebout (1750-1830)
- 1830-1852: Jacobus van Bossele (1776-1852)
- 1852-1883: Ferdinandus Cavereel (1800-1885)
- 1883-1900: Desiderius De Cuypere (1827-1902)
- 1900-1919: Edward Verschelde (1841-1928)
- 1919-1929: Jules Joye (1868-1940)
- 1929-1949: Joris De Baecker (1875-1949)
- 1949-1967: Marcel Huyghe (1891-1970)
- 1967-1993: Gilbert Nollet (1914-2007)
- 1994-2004: Georges Obin
- 2004-2019: Johan De Keyser (1950-)
- 2020- : Luc Frenay

## Onderwijs en zorg
In de 19de eeuw werden in Reninge enkele belangrijke katholieke gemeenschapsvoorzieningen opgericht. In 1816 realiseerde E.H. Petrus Jacobus de Clerck (1742-1831) de stichting van een zusterklooster en een armenschool: de "School der Barmhartigheid". In 1833 werd deze stichting door de zusters Annuntiaten van Veltem omgevormd tot een lagere meisjesschool. Deze congregatie was actief in Reninge en Noordschote tot 1965. Hun plaats werd in 1966 ingenomen door de congregatie zusters van Maria van Pittem. De laatste zusters vertrokken uit het klooster en de school in 2008. De vrije basisschool De Ladder werd in de voormalige gebouwen ingericht. 
Het gesticht Vallaeys in Reninge was voorheen een katholiek schoolgebouw, dat gebouwd werd door de voornoemde zusters Annuntiaten in de periode van de schoolstrijd 1878-1884. De zusters waren verdreven uit hun eigen gebouwen in de Ieperstraat. In 1891 werd het schoolgebouw omgebouwd tot een verzorgingstehuis voor ouderlingen. Dit gebeurde met de financiële hulp van de familie Vallaeys. Het gesticht stond onder toezicht van de Burgerlijke Godshuizen van Reninge. Vanaf 1894 werd de zorg voor de ouderlingen overgenomen door de congregatie zusters van de H. Vincentius uit Gits. Het gesticht Vallaeys was de voorloper van het huidige WZC “Hof ten IJzer”.

## Geboren te Reninge
- Matthijs De Visch (1701 - 1765), kunstschilder

## Nabijgelegen kernen
Oostvleteren, Lo, Noordschote, Zuidschote